# Gohory
Gohory település Franciaországban, Eure-et-Loir megyében. Lakosainak száma 319 fő (2022. január 1.). Gohory Yèvres, Vald'Yerre és Dangeau községekkel határos.

## Népesség
A település népességének változása:
| Lakosok száma | 258  | 223  | 234  | 220  | 333  | 328  | 323  | 315  | 316  | 319  |
|               | 1968 | 1982 | 1990 | 2006 | 2013 | 2015 | 2017 | 2019 | 2020 | 2022 |